# Contrada (Italia)
Contrada è un comune italiano di 3 053 abitanti della provincia di Avellino in Campania.

## Storia
La zona in epoca romana faceva parte della giurisdizione coloniale della vicina città di Abellinum, attualmente Atripalda. Quindi, molto probabilmente nell'ager vi erano stanziamenti rustici a produzione schiavistica. Inoltre, sotto il nucleo abitato sono state ritrovate tracce del cosiddetto Acquedotto Claudio. Il nome del paese deriva dal latino tardo “regio-contrata”, che letteralmente significa regione, ma che va inteso col significato di rione, borgo. Nel primo documento in cui si accenna al paese (1213), il luogo è citato come Contrada di Bagnoli, piccolo casale situato in epoca medievale a pochi chilometri dal centro e disabitato già dal XIV secolo.
Nello stesso atto di donazione, redatto presso la chiesa di S. Maria di Materdomini, si parla anche dell'allora feudatario di Contrada, Giacomo Francisio, signore di Monteforte e Forino. Poiché dipendeva dal signore di Forino, il casale passò già dal XIV secolo nel feudo stesso di Forino. Nel 1268 era in possesso di Guido de Montfort, dal quale per via matrimoniale lo ereditarono Romanello Orsini e nel 1485 il consigliere del re, Giulio Orsini. Federico d'Aragona diede al napoletano Giovanni Cicinello Forino e, quindi, il casale di Contrada, che passò in seguito a Porzia Villani (1559) e Marco Cecere (1572).
Dal 1552, anche se feudalmente continuò a dipendere dai signori di Forino, il casale divenne “università” autonoma. Nel 1604 le rendite di Contrada sono acquisite da Camillo Caracciolo. Il piccolo borgo rimase in possesso della famiglia Caracciolo fino all'abolizione dei diritti feudali con i principi Marino II (1617), Francesco Marino I (1631), Marino III (1674), Francesco Marino III (1720), Marino IV (1727), Giovanni (1784) e Marino V Caracciolo (1800).

## Monumenti e luoghi d'interesse

### Palazzo Villa-De Mansis
Il palazzo è databile alla seconda metà del Seicento. È arricchito da un parco retrostante, catalogato dalla soprintendenza con apposita scheda PG, con giardino all'italiana. Splendido il portale principale, misurato il ritmo di balconi-finestre sia al primo livello che al secondo. Attraverso un androne coperto con tracce di affreschi nella volta a botte, si accede a un ampio cortile.
Due lati sono occupati da ambienti destinati a stalle, depositi e cantine con frantoio per l'olio, mentre gli altri due presentano pilastri in pietra con archi a tutto sesto. Un lubbione unisce il palazzo alla chiesa Maria di Monserrato (patrona del paese insieme a San Michele Arcangelo), grazie ad esso i signori De Mansis potevano assistere alle cerimonie religiose senza uscire dal palazzo e senza mescolarsi con la folla anonima dei paesani.

## Chiesa Madre
Nel 1309 si ha notizia della “ecclesia S. Joannis Batiste”, che è “campestris” ed ha per rettore Giovanni Motula da Napoli; nel 1338 è tenuta in beneficio da Vito de Gritta. Elevata a chiesa madre il 4 novembre 1931, è unita “ad tempus in forma aeque principaliter” a S. Maria delle Serre in Ospedale con decreto arcivescovile del 15 ottobre 1958. S. Maria di Monserrato (o delle Serre) (frazione Ospedale) La chiesa è situata nella frazione Ospedale del comune di Contrada. Notizie del casale “Hospitale” si hanno nel febbraio 1170.
L'ospedale sorgeva nella località “ubi porka dicitur” ed era un edificio fondato per la cura ai pellegrini che facevano tappa nel luogo, durante il viaggio per Gerusalemme. Nel 1709 dalla Sacra Congregazione sopra i Vescovi e i Regolari e nel 1718 da monsignor Carafa, Vescovo di Nola, delegato dalla S. Sede per dirimere la vertenza, viene definita la giurisdizione dell'Arcivescovo di Salerno sulla frazione Ospedale di Contrada.
Il 31 luglio 1854 la parrocchia passa sotto la piena giurisdizione dell'Arcivescovo di Salerno in seguito alla convenzione stipulata col Vescovo di Avellino, che rinunzia alla “ristricta giurisdictio” che aveva sulla parrocchia di S. Maria delle Serre. La convenzione è approvata dalla S. Sede e dal Re di Napoli. In compenso vengono ceduti al Vescovo di Avellino i beni della chiesa parrocchiale di Ospedale in favore di Tavernola della diocesi di Avellino, eretta parrocchia. Con decreto arcivescovile del 7 luglio 1986 è accorpata per sempre a S. Giovanni Battista.

## Società

### Evoluzione demografica
Abitanti censiti

### Lingue e dialetti
Accanto alla lingua italiana, nel territorio di Contrada è in uso il dialetto irpino.